# Rie Nakahara
Rie Nakahara (中原理恵, Nakahara Rie), de nom real Kimie Metaka (目加田貴美恵) és una cantant, actriu i presentadora japonesa natural de Hakodate, Hokkaido. Va ser famosa pel seu èxit de debut amb el senzill Tokyo Lullaby el 1978. Actualment i des del 2000, Rie Nakahara es troba retirada del món de l'espectacle.

## Biografia
Rie Nakahara va nàixer el 17 de juny de 1958 a la ciutat de Hakodate, a Hokkaido. El 1978 va debutar sota el segell discogràfic CBS Sony amb el seu àlbum "TOUCH ME". El seu primer senzill, "Tokyo Lullaby", llançat poc després del primer àlbum, es convertí en un gran èxit de l'any, arribant Nakahara a participar amb aquesta cançó a prestigiosos concursos com el Japan Record Awards o l'NHK Kōhaku Uta Gassen. El seu segon senzill, "Disco Lady", també seria un èxit, tot i que no a la mateixa alçada que el primer i fou utilitzat com a cançó per a l'anunci de vins de la marca Suntory.
Des de 1981 fins 1982 Nakahara va participar en la sèrie de Fuji Television "Kindon!", resultant un èxit i revel·lant la vessant còmica de la cantant i actriu, fins ara no coneguda. A la vista d'aquest èxit, el director de cinema Kon Ichikawa va sel·lecionar a Nakahara per al paper de co-protagonista de la seua nova pel·lícula Kōfuku (felicitat). Després d'aquest film, Nakahara continuaria cantant i participant a la pel·lícula de 1984 de la popular saga Otoko wa Tsurai yo ("és dur ser un home"), dirigida per Yoji Yamada i a pel·lícules de televisió en papers principals. El 1986, quan TV Asahi estrenà el seu programa Music Fair, Nakahara el va presentar el primer any junt a Hiroshi Sekiguchi i amb Tamori.
Va enregistrar el seu darrer disc el 1985 i fins al 1997 no tornà a enregistrar-ne un de nou. El 1999 Nakahara va participar com a actriu secundària a la premiada pel·lícula Poppoya, dirigida per Yasuo Furuhata. Des de la dècada del 2000, Rie Nakahara no ha tornat a fer cap aparició pública.

## Discografia

### Senzills
| Nº | Llançament     | Llançament | Llançament                                                             |
| Nº | Data           | Any        | Single                                                                 |
| -- | -------------- | ---------- | ---------------------------------------------------------------------- |
| 1  | 21 de setembre | 1977       | "Rock'n Roll Rendezvous no Theme" (ロックンロール・ランデブーのテーマ) |
| 2  | 21 de març     | 1978       | "Tokyo Lullaby" (東京ららばい)                                         |
| 3  | 1 d'agost      | 1978       | "Disco Lady" (ディスコ・レディー)                                      |
| 4  | 5 de desembre  | 1978       | "Letter to Maggie" (マギーへの手紙)                                    |
| 5  | 21 de març     | 1979       | "Pillow Talk" (枕詞（ピロー・トーク）)                                 |
| 6  | 1 d'agost      | 1979       | "SHOW BOAT"                                                            |
| 7  | 21 de novembre | 1979       | "Samui Kuni kara Kita Shôjo" (寒い国から来た少女)                      |
| 8  | 21 de març     | 1980       | "Natsukashi no George Town" (懐しのジョージ・タウン)                   |
| 9  | 21 de juliol   | 1980       | "Dakishimetai" (抱きしめたい)                                          |
| 10 | 21 de gener    | 1981       | "Shake Shake..." (シェイク シェイク・・・)                             |
| 11 | 21 de maig     | 1981       | "Yokohama Boogie Whoogie Musume" (横浜ブギウギ娘)                      |
| 12 | 21 de setembre | 1981       | "Shinuhodo Aitai" (死ぬほど逢いたい)                                   |
| 13 | 5 de març      | 1982       | "Aishite Crazy" (愛してクレイジー)                                     |
| 14 | 21 de juliol   | 1982       | "Hoho tatakarete" (頬たたかれて)                                       |
| 15 | 22 de setembre | 1982       | "Kaze ga Saitara Koi mô Ke" (風が吹いたら恋もうけ)                     |
| 16 | 1 d'abril      | 1983       | "Samishisa Uragaeshi" (さみしさ裏がえし)                               |
| 17 | 1 de setembre  | 1983       | "Gingakei made Tonde Ike!" (銀河系まで飛んで行け！)                    |
| 18 | 1 de febrer    | 1984       | "Sayonara Tsumetai Hito" (さよなら冷たいひと)                          |
| 19 | 21 de juliol   | 1984       | "Sen Nen Seppun" (千年接吻)                                            |
| 20 | 1 de setembre  | 1985       | "Shishôsetsu" (私小説)                                                 |
| 21 | 29 d'octubre   | 1997       | "Toiki no Opera" (吐息のオペラ)                                        |

### Àlbums
| Nº | Llançament     | Llançament | Llançament                                                        |
| Nº | Data           | Any        | Àlbum                                                             |
| -- | -------------- | ---------- | ----------------------------------------------------------------- |
| 1  | 25 de febrer   | 1978       | "TOUCH ME"                                                        |
| 2  | 5 de desembre  | 1978       | "KILLING ME"                                                      |
| 3  | 1 d'agost      | 1979       | "Yume tsurezure" (夢つれづれ)                                     |
| 4  | 21 de desembre | 1979       | "VIVID"                                                           |
| 5  | 21 de juliol   | 1980       | "Heart of Gold"                                                   |
| 6  | 21 de gener    | 1981       | "Yume awase" (夢合わせ)                                           |
| 7  | 1 d'abril      | 1982       | "Inspiration" (インスピレーション)                                |
| 8  | ???            | 1982       | "The Best '83"                                                    |
| 9  | 25 de febrer   | 1984       | "LADY REI" (LADY麗(REI))                                          |
| 10 | 1 de setembre  | 1985       | "UN ART DE VIVRE"                                                 |
| 11 | 16 de juliol   | 2003       | "Golden Best Nakahara Rie Singles" (GOLDEN☆BEST 中原理恵 Singles) |

## Filmografia
| Any  | Pel·lícula                                                        | Paper           | Director       | Productora |
| ---- | ----------------------------------------------------------------- | --------------- | -------------- | ---------- |
| 1981 | "Kōfuku" (幸福)                                                   | Co-protagonista | Kon Ichikawa   | Tōhō       |
| 1983 | Comedia. Aliança familiar (喜劇 家族同盟)                         | Protagonista    | Yōichi Maeda   | Shochiku   |
| 1984 | Tora-san, conseller matrimonial (男はつらいよ 夜霧にむせぶ寅次郎) | Co-protagonista | Yoji Yamada    | Shochiku   |
| 1988 | Yakuza Tosei no Sutekina Menmen (極道渡世の素敵な面々)            | Principal       | Seiji Izumi    | Toei       |
| 1999 | Poppoya (鉄道員)                                                  | Secundaria      | Yasuo Furuhata | Toei       |

A més de pel·lícules, Rie Nakahara ha participat en nombroses sèries i pel·lícules produïdes per a la televisió, així com de presentadora de diversos programes de televisió.